# Wilhelm Kalivoda
Wilhelm Kalivoda, född 19 juli 1827 i Donaueschingen, död 8 september 1893 i Karlsruhe, var en tysk kompositör, dirigent och pianist. Han var son till kompositören Jan Kalivoda.

## Biografi
Wilhelm Kalivoda föddes 1827 i Karlsruhe. Han studerade vid konservatoriet i Leipzig och arbetade sedan som kapellmästare i Karlsruhe. Kalivoda har gjort sig känd som pianovirtuos och sångackompanjatör.